# Soneto 46
| «» Soneto 46 |
| --- |
| Mine eye and heart are at a mortal war, How to divide the conquest of thy sight; Mine eye my heart thy picture's sight would bar, My heart mine eye the freedom of that right. My heart doth plead that thou in him dost lie, A closet never pierc'd with crystal eyes, But the defendant doth that plea deny, And says in him thy fair appearance lies. To 'cide this title is impannelled A quest of thoughts, all tenants to the heart; And by their verdict is determined The clear eye's moiety, and the dear heart's part: As thus: mine eye's due is thine outward part, And my heart's right, thine inward love of heart. |
| –William Shakespeare |

O Soneto 46 foi escrito por William Shakespeare e faz parte dos seus 154 sonetos. 

## Traduções
Na tradução de Thereza Christina Rocque da Motta,
Meus olhos e coração travam uma guerra mortal
De como repartir entre eles a visão que têm de ti:
Meus olhos rejeitam o que meu coração vê,
Meu coração, aos meus olhos, a liberdade de te ver.
Meu coração alega ser por ele que te vejo
(Um quarto nunca visto com olhos puros),
Mas os acusados negam-lhe a autoria,
E dizem que és bela somente para eles.
A demanda, sem precedentes,
Divide as opiniões, todos reféns do coração;
E por seu veredicto se determina
A parte dos olhos claros e do doce coração –
Assim: meus olhos veem o que me mostras,
E meu coração vê apenas o teu amor.